# UCI America Tour de 2022
O UCI America Tour 2022 foi a décima-oitava edição do calendário ciclístico internacional americano. Iniciou-se a 31 de outubro de 2021 na Venezuela, com a Volta à Venezuela, e finalizou a 12 de junho de 2022 com a Volta à Colômbia na Colômbia. Disputaram-se oito concorrências, outorgando pontos aos primeiros classificados das etapas e à classificação final.

## Equipas
As equipas que podiam participar nas diferentes corridas dependia da categoria das mesmas. As equipas UCI WorldTeam e UCI ProTeam tinham cota limitada para competir de acordo ao ano correspondente estabelecido pela UCI, as equipas Equipas Continentais e seleções nacionais não tinham restrições de participação:
| Categoria      | Categoria                       | Equipas                                                                          |
| -------------- | ------------------------------- | -------------------------------------------------------------------------------- |
| .1             | 1.1 (Corrida de um dia)         | * UCI WorldTeam (max 50%) * UCI ProTeam * Continentais * Seleções nacionais      |
| .1             | 2.1 (Corrida de vários dias)    | * UCI WorldTeam (max 50%) * UCI ProTeam * Continentais * Seleções nacionais      |
| .2             | 1.2 (Corrida de um dia)         | * UCI ProTeam * Continentais * Seleções nacionais * Seleções regionais * Amadors |
| .2             | 2.2 (Corrida de vários dias)    | * UCI ProTeam * Continentais * Seleções nacionais * Seleções regionais * Amadors |
| .Ncup (sub-23) | 1.ncup (Corrida de um dia)      | * Seleções nacionais * Seleções mistas                                           |
| .Ncup (sub-23) | 2.ncup (Corrida de vários dias) | * Seleções nacionais * Seleções mistas                                           |

## Calendário
As seguintes foram as corridas que compuseram o calendário UCI America Tour para a temporada de 2022 aprovado pela UCI.
| UCI America Tour de 2022 | UCI America Tour de 2022 | UCI America Tour de 2022     | UCI America Tour de 2022 | UCI America Tour de 2022 |
| Data                     | País                     | Corrida                      | Vencedor                 |                          |
| ------------------------ | ------------------------ | ---------------------------- | ------------------------ | ------------------------ |
| 31 out. – 7 nov.         | Venezuela                | Volta à Venezuela            | Jorge Abreu              |                          |
| 8 – 15 dez.              | Equador                  | Volta ao Equador             | Wilson Haro              |                          |
| 16 – 23 jan.             | Venezuela                | Volta ao Táchira             | Rionel Campos            |                          |
| 9 – 13 fev.              | Argentina                | Vuelta del Porvenir San Luis | Germán Tivani            |                          |
| 27 abr. – 1 mai.         | Estados Unidos           | Tour de Gila                 | Sean Gardner             |                          |
| 19 – 22 mai.             | Estados Unidos           | Joe Martin Stage Race        | Jonathan Clarke          |                          |
| 3 – 12 jun.              | Colômbia                 | Volta à Colômbia             | Fabio Duarte             |                          |

## Classificações finais
- Nota: As classificações finais foram:[4][5]

### Individual
| Posição | Corredor               | Equipa                | Pontos |
| ------- | ---------------------- | --------------------- | ------ |
| 1.º     | Sergio Higuita         | Bora-Hansgrohe        | 1992   |
| 2.º     | Daniel Felipe Martínez | Ineos Grenadiers      | 1920   |
| 3.º     | Richard Carapaz        | Ineos Grenadiers      | 1706   |
| 4.º     | Neilson Powless        | EF Education-EasyPost | 1079   |
| 5.º     | Miguel Ángel López     | Astana Qazaqstan      | 883    |
| 6.º     | Brandon McNulty        | UAE Emirates          | 880,5  |
| 7.º     | Nairo Quintana         | Arkéa Samsic          | 880    |
| 8.º     | Rigoberto Urán         | EF Education-EasyPost | 691    |
| 9.º     | Magnus Sheffield       | Ineos Grenadiers      | 688    |
| 10.º    | Michael Woods          | Israel-Premier Tech   | 662    |

| Posições 11.º ao 20.º | Posições 11.º ao 20.º | Posições 11.º ao 20.º           | Posições 11.º ao 20.º |
| --------------------- | --------------------- | ------------------------------- | --------------------- |
| 11.º                  | Esteban Chaves        | EF Education-EasyPost           | 656                   |
| 12.º                  | Iván Ramiro Sosa      | Movistar                        | 572                   |
| 13.º                  | Jhonatan Narváez      | Ineos Grenadiers                | 563                   |
| 14.º                  | Santiago Buitrago     | Bahrain Victorious              | 482                   |
| 15.º                  | Fernando Gaviria      | UAE Emirates                    | 466                   |
| 16.º                  | Hugo Houle            | Israel-Premier Tech             | 458                   |
| 17.º                  | Orluis Aular          | Caja Rural-Seguros RGA          | 437                   |
| 18.º                  | Emiliano Contreras    | Chimbas Quero-te                | 300                   |
| 19.º                  | Eduardo Sepúlveda     | Drone Hopper-Androni Giocattoli | 285                   |
| 20.º                  | Einer Rubio           | Movistar                        | 284                   |

### Equipas
| Posição | Equipa                      | Pontos |
| ------- | --------------------------- | ------ |
| 1.º     | Human Powered Health        | 876    |
| 2.º     | Panamá es Cultura y Valores | 650    |
| 3.º     | Movistar-Best PC            | 441    |
| 4.º     | Medellín-EPM                | 437    |
| 5.º     | Hagens Berman Axeon         | 436,5  |

### Países
| Posição | País           | Pontos |
| ------- | -------------- | ------ |
| 1.º     | Colômbia       | 8076   |
| 2.°     | Estados Unidos | 3578   |
| 3.º     | Equador        | 3153   |
| 4.º     | Canadá         | 2297   |
| 5.º     | Argentina      | 1112   |

### Países sub-23
| Posição | País           | Pontos |
| ------- | -------------- | ------ |
| 1.º     | Estados Unidos | 1262   |
| 2.º     | Colômbia       | 577    |
| 3.º     | Equador        | 332    |
| 4.º     | Panamá         | 282    |
| 5.º     | Argentina      | 253    |